# Каменов, Файзулла Каменович
Файзулла Каменович Каменов (каз. Файзолла Қаменұлы Қаменов; род. 30 сентября 1960 года, Кургальджинский, Акмолинская область, Казахская ССР, СССР) — казахстанский сотрудник органов национальной безопасности, общественный деятель. Депутат Мажилиса Парламента Казахстана VII созыва (с января 2021 года по март 2022 года).

## Биография
В 1982 окончил Целиноградский инженерно-строительный институт по специальности «Автомобили и автомобильное хозяйство».
С сентября 1982 года по ноябрь 1984 года служил на офицерских должностях в рядах Вооружённых сил СССР. Служил заместителем командира технической батареи в войсковой части 93260, расположенной в городе Кременец Тернопольской области Украинской ССР.
С февраля 1985 года по октябрь 1985 года — инструктор Кургальджинского райкома комсомола.
С октября 1985 года по ноябрь 1986 года был слушателем высших курсов МВД СССР по подготовке оперуполномоченных БХСС в городе Саратове.
С октября 1986 года по сентябрь 1992 года служил в оперативных должностях в УВД в Целиноградской области.
С сентября 1992 года по февраль 1994 года — старший оперуполномоченный по ОВД ГУБОПиК МВД РК по Акмолинской области.
С февраля 1994 года по февраль 2016 года проходил службу в Комитете национальной безопасности Казахстана на оперативных и руководящих должностях.
В 2002 году некоторое время был исполняющим обязанности командира службы «Арыстан» КНБ РК после гибели предыдущего командира Айдара Базилова.
С марта 2013 года по июль 2014 года — начальник службы «Арыстан» КНБ РК.
Полковник запаса.
С февраля 2017 года по май 2019 года — руководитель службы безопасности АО НК «Қазақстан Ғарыш сапары».
С июня 2019 года по декабрь 2020 года — председатель Республиканского общественного объединения «URAN KZ» (основал вместе с полковником КНБ запаса Аманжолом Уразбаевым).
С 15 января 2021 года — депутат Мажилиса Парламента Казахстана VII созыва от Народной партии Казахстана. В марте 2022 года полномочия были прекращены (по собственному желанию подал заявление об освобождении от исполнения обязанностей).

## Награды
- Нагрудный знак «Почётный сотрудник Комитета национальной безопасности Республики Казахстан»;
- Медаль «За вклад в обеспечение национальной безопасности»;
- Орден «Айбын» 2 степени;